# Listă de asteroizi notabili
În continuare sunt prezentate mai multe liste de asteroizi notabili din Sistemul Solar după diametru, masă, strălucire etc. "Asteroid" în acest articol semnifică orice planetă minoră din interiorul orbitei lui Neptun, inclusiv planeta pitică 1 Ceres. Pentru o listă completă a planetelor minore, în ordine numerică, vezi Listă de planete minore.

## Cei mai mari după diametru
Estimarea dimensiunilor asteroizilor pe baza observațiilor este dificilă din cauza lor formelor neregulate ale acestora, diferite valori ale albedourilor (reflexia) și diametre unghiulare mici. 
| Poziție | Nume           | Diametrul mediu (km) | Dimensiuni (km) | Distanța medie față de Soare (în UA) | Data descoperirii  | Descoperitor     | Clasa |
| ------- | -------------- | -------------------- | --------------- | ------------------------------------ | ------------------ | ---------------- | ----- |
| 1       | 1 Ceres        | 952                  | 975×975×909     | 2.766                                | 1 ianuarie 1801    | Piazzi, G.       | G     |
| 2       | 2 Pallas       | 544                  | 582×556×500     | 2.773                                | 28 martie 1802     | Olbers, H. W.    | B     |
| 3       | 4 Vesta        | 529                  | 573×557×446     | 2.362                                | 29 martie 1807     | Olbers, H. W.    | V     |
| 4       | 10 Hygiea      | 431                  | 530×407×370     | 3.139                                | 12 aprilie 1849    | de Gasparis, A.  | C     |
| 5       | 704 Interamnia | 326                  | 350×304         | 3.062                                | 2 octombrie 1910   | Cerulli, V.      | F     |
| 6       | 52 Europa      | 301                  | 360×315×240     | 3.095                                | 4 februarie 1858   | Goldschmidt, H.  | C     |
| 7       | 511 Davida     | 289                  | 357×294×231     | 3.168                                | 30 mai 1903        | Dugan, R. S.     | C     |
| 8       | 87 Sylvia      | 286                  | 385×265×230     | 3.485                                | 16 mai 1866        | Pogson, N. R.    | X     |
| 9       | 65 Cybele      | 273                  | 302×290×232     | 3.439                                | 8 martie 1861      | Tempel, E. W.    | C     |
| 10      | 15 Eunomia     | 268                  | 357×255×212     | 2.643                                | 29 iulie 1851      | de Gasparis, A.  | S     |
| 11      | 3 Juno         | 258                  | 320×267×200     | 2.672                                | 1 septembrie 1804  | Harding, K. L.   | S     |
| 12      | 31 Euphrosyne  | 256                  |                 | 3.149                                | 1 septembrie 1854  | Ferguson, J.     | C     |
| 13      | 624 Hektor     | 241                  | 370×195(×195)   | 5.235                                | 10 februarie 1854  | Kopff, A.        | D     |
| 14      | 88 Thisbe      | 232                  | 221×201×168     | 2.769                                | 15 iunie 1866      | Peters, C. H. F. | B     |
| 15      | 324 Bamberga   | 229                  |                 | 2.684                                | 25 februarie 1892  | Palisa, J.       | C     |
| 16      | 451 Patientia  | 225                  |                 | 3.059                                | 4 decembrie 1899   | Charlois, A.     |       |
| 17      | 532 Herculina  | 222                  |                 | 2.772                                | 20 aprilie 1904    | Wolf, M.         | S     |
| 18      | 48 Doris       | 222                  | 278×142         | 3.108                                | 19 septembrie 1857 | Goldschmidt, H.  | C     |
| 19      | 375 Ursula     | 216                  |                 | 3.126                                | 18 septembrie 1893 | Charlois, A.     |       |
| 20      | 107 Camilla    | 215                  | 285×205×170     | 3.476                                | 17 noiembrie 1868  | Pogson, N. R.    | C     |
| 21      | 45 Eugenia     | 213                  | 305×220×145     | 2.720                                | 27 iunie 1857      | Goldschmidt, H.  | F     |
| 22      | 7 Iris         | 213                  | 240×200×200     | 2.386                                | 13 august 1847     | Hind, J. R.      | S     |
| 23      | 29 Amphitrite  | 212                  | 233×212×193     | 2.554                                | 1 martie 1854      | Marth, A.        | S     |
| 24      | 423 Diotima    | 209                  | 171×138         | 3.065                                | 7 decembrie 1896   | Charlois, A.     | C     |
| 25      | 19 Fortuna     | 208                  | 225×205×195     | 2.442                                | 22 august 1852     | Hind, J. R.      | G     |
| 26      | 13 Egeria      | 206                  | 217×196         | 2.576                                | 2 noiembrie 1850   | de Gasparis, A.  | G     |
| 27      | 24 Themis      | 198                  |                 | 3.136                                | 5 aprilie 1853     | Gasparis, A.     | C     |
| 28      | 94 Aurora      | 197                  | 225×173         | 3.160                                | 6 septembrie 1867  | Watson, J. C.    | C     |
| 29      | 702 Alauda     | 195                  |                 | 3.195                                | 16 iulie 1910      | Helffrich, J.    |       |
| 30      | 121 Hermione   | 190                  | 268×186×183     | 3.457                                | 12 mai 1872        | Watson, J. C.    | C     |
| 31      | 372 Palma      | 189                  |                 | 3.149                                | 19 august 1893     | Charlois, A.     |       |
| 32      | 128 Nemesis    | 188                  |                 | 2.751                                | 25 noiembrie 1872  | Watson, J.C.     | C     |
| 33      | 6 Hebe         | 186                  | 205x185x170     | 2.426                                | 1 iulie 1847       | Hencke, K.L.     | S     |
| 34      | 16 Psyche      | 186                  | 240×185×145     | 2.924                                | 17 martie 1852     | de Gasparis, A.  | M     |
| 35      | 9 Metis        | 174                  | 222x182x130     | 2.385                                | 25 aprilie 1848    | Graham, A.       | S     |

## După masă
Mai jos sunt optsprezece dintre cei mai masivi asterozi a căror masă a fost măsurată.
| Nume           | Masă (×1018 kg) | Precizie           |
| -------------- | --------------- | ------------------ |
| 1 Ceres        | 946             | 0.15% (945–947)    |
| 4 Vesta        | 259             | 0.4% (258–260)     |
| 2 Pallas       | 201             | 6.4% (188–214)     |
| 10 Hygiea      | 86.7            | 1.7% (85.2–88.4)   |
| 31 Euphrosyne  | 58.1            | 34% (38.4–77.8)    |
| 704 Interamnia | 38.8            | 4.6% (37.0–40.6)   |
| 511 Davida     | 37.7            | 5.2% (35.7–39.7)   |
| 15 Eunomia     | 31.8            | 0.9% (31.5–32.1)   |
| 3 Juno         | 28.6            | 16% (24.0–33.2)    |
| 532 Herculina  | 22.9            | necunoscută        |
| 16 Psyche      | 22.7            | 3.7% (21.9–23.5)   |
| 52 Europa      | 22.7            | 6.9% (21.1–24.3)   |
| 65 Cybele      | 17.8            | necunoscută        |
| 48 Doris       | 17.0            | necunoscută        |
| 13 Egeria      | 16.3            | necunoscută        |
| 7 Iris         | 16.2            | 5.6% (15.3-17.1)   |
| 423 Diotima    | 16.0            | necunoscută        |
| 87 Sylvia      | 14.78           | 0.4% (14.72-14.84) |

## Cei mai strălucitori văzuți pe Pământ
| Asteroid      | Magnitudine | Distanța medie de Soare (în UA) | Excentricitatea orbitei | Diametru (km) | Anul descoperirii |
| ------------- | ----------- | ------------------------------- | ----------------------- | ------------- | ----------------- |
| 99942 Apophis | 3,4         | 0,922                           | 0,191                   | 0,27          | 2004              |
| 4 Vesta       | 5,1         | 2,361                           | 0,089172                | 529           | 1807              |
| 2 Pallas      | 6.4         | 2.773                           | 0.230725                | 544           | 1802              |
| 1 Ceres       | 6.7         | 2.766                           | 0.079905                | 952           | 1801              |
| 7 Iris        | 6.7         | 2.385                           | 0.231422                | 200           | 1847              |
| 433 Eros      | 6.8         | 1.458                           | 0.222725                | 34 × 11 × 11  | 1898              |
| 6 Hebe        | 7.5         | 2.425                           | 0.201726                | 186           | 1847              |
| 3 Juno        | 7.5         | 2.668                           | 0.258194                | 233           | 1804              |
| 18 Melpomene  | 7.5         | 2.296                           | 0.218708                | 141           | 1852              |
| 15 Eunomia    | 7.9         | 2.643                           | 0.187181                | 268           | 1851              |
| 8 Flora       | 7.9         | 2.202                           | 0.156207                | 128           | 1847              |
| 324 Bamberga  | 8.0         | 2.682                           | 0.338252                | 229           | 1892              |
| 1036 Ganymed  | 8.1         | 2.6657                          | 0.533710                | 32            | 1924              |
| 9 Metis       | 8.1         | 2.387                           | 0.121441                | 190           | 1848              |
| 192 Nausikaa  | 8.2         | 2.404                           | 0.246216                | 103           | 1879              |
| 20 Massalia   | 8.3         | 2.409                           | 0.142880                | 145           | 1852              |

* Apophis va atinge această luminozitate doar la 13 aprilie 2029.  El are de obicei o magnitudine aparenta de 20-22.